# Suzette Robichon

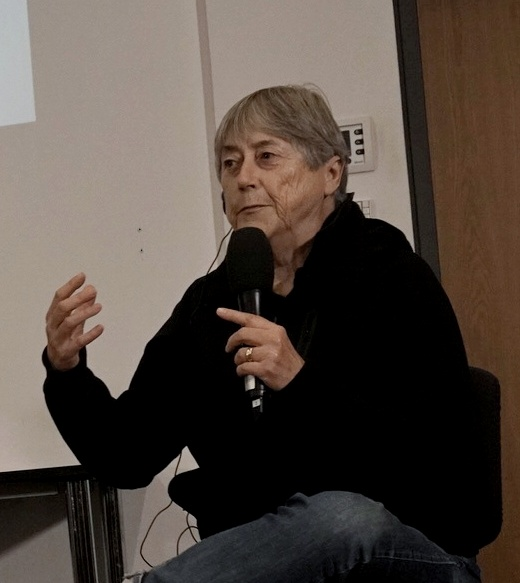
Suzette Robichon September 2022

Suzette Robichon (bürgerlich Suzanne Robichon geboren am 18. August 1947 in Bressols) ist eine französische Herausgeberin, Autorin und feministische, lesbische Aktivistin.

## Leben und Wirken
Suzanne Robichon, unter dem Namen Suzette bekannt, studierte klassische Literatur in Montauban und Toulouse. Anfang der 1970er Jahre zog sie nach Paris. Als feministische und lesbische Aktivistin trat sie 1978 der Groupe des lesbiennes de Paris bei und war Mitherausgeberin der ersten in Frankreich veröffentlichten Lesbenzeitung Quand les femmes s'aiment (1978–1980). Von 1979 bis 1982 war sie in der Redaktion der Zeitschrift Masques einer Zeitschrift für Homosexualitäten, tätig. Ab 1983 wurde sie Herausgeberin der Zeitschrift Vlasta, die eine Zeitschrift für amazonische Fiktionen und Utopien (Vlasta, revue des fictions et utopies amazonienne) war. Sie veröffentlichte darin eine Sonderausgabe von Monique Wittig, von der sie 1985 das Stück Le Voyage sans fin herausgab und eine Geschichte QED von Gertrude Stein, übersetzt von Michèle Causse. Mit Wittig verband sie zeitlebens eine Freundinnenschaft. Suzette Robichon ist Mitglied im 1983 gegründeten Verein Archives, Research and Lesbian Culture (ARCL) und forscht zu lesbischer Kultur. Sie ist im Vorstand von Centre audiovisuel Simone de Beauvoir und Mitbegründerin der einzigen Stiftung in Frankreich, die sich für lesbische Kultur einsetzt: Lesbiennes d'intérêt général.
Zusammen mit Marie-Hélène Bourcier organisierte sie 2001 das erste internationale Symposium über Monique Wittigs Werk in Frankreich. Mehrere Veranstaltungen und Lesungen zu Wittigs Werk und die Veröffentlichung des Tagungsbandes, der unter dem Titel Parce que les lesbiennes ne sont pas des femmes erschien, waren Teil dieses Symposiums. Weitere Veranstaltungen, beispielsweise im Maison de la poésie in Paris 2014 und 2019 folgten. Suzette Robichon ist Mitbegründerin und Co-Präsidentin des Vereins der Freunde von Monique Wittig, französisch L’association des Ami.es de Monique Wittig, der ein Netzwerk von Forschungen und Aktivitäten rund um das Werk Wittigs organisiert.
Im Rahmen des 75. Jahrestag der Befreiung des Frauen-Konzentrationslagers Ravensbrück im Jahr 2020 hatte Robichon mit der Gruppe Mémoires en chantier eine Ausstellung Constellations brisées, die Teil der Gedenkveranstaltung Die Gedenkkugel: Chronik einer Sichtbarkeit – Die Verfolgung lesbischer Frauen in der NS-Zeit und die Bedeutung des Gedenkens geworden wäre, vorbereitet. Aufgrund der Corona-Pandemie wurden alle Veranstaltungen der Gedenkstätte abgesagt. Die Ausstellung, die die Lebenswege von lesbischen Frauen aus ganz Europa anhand digitaler Karten nachzeichnet, ist online einsehbar.
Ihre Expertise zum Themengebiet Verfolgung lesbischer Frauen während des Nationalsozialismus hat sie in die Ausstellung Homosexuels et lesbiennes dans l'Europe nazie (deutsch: Homosexuelle und Lesben im nationalsozialistischen Europa), die im Pariser Museum Mémorial de la Shoah von Juni 2021 bis 22. Mai 2022 zu sehen war, eingebracht.
Im Juni 2022 organisierte die Association des ami.es de Monique Wittig Lesungen zu Wittigs Werk Le Voyage sans fin in der Maison de la poésie in Paris, mit Adèle Haenel, Nadège Beausson-Diagne, Suzette Robichon und Caroline Geryl.

## Publikationen
Herausgaben
- Le voyage sans fin: à partir du Quichotte de Cervantes. Malakoff Distique, Vlasta 4 1985
- mit Suzette Robichon (Hrsg.): Lesbisches Paris – die Stadtbegleiterin. Orlanda Verlag Berlin 2002, ISBN 978-3-929823-95-0.
- mit Marie-Hélène Bourcier, Parce que les lesbiennes ne sont pas des femmes...: Autour de l'oeuvre politique, théorique et littéraire de Monique Wittig, Actes du colloque des 16-17 juin 2001. Editions Gaies et Lesbiennes 2002, ISBN 978-2-912706-17-1.
- mit Olivier Wagner: Liane de Pougy, Natalie Barney: Correspondance amoureuse. Gallimard 2019, ISBN 978-2-07-281904-9.
- Rosa Bonheur: Ceci est mon testament... Editions IXE 2012, ISBN 979-10-90062-04-7.